# Befallningsteorin
Befallningsteorin formulerades ursprungligen av den engelska rättsfilosofen Jeremy Bentham (1748–1832), och är en rättsfilosofisk teori som enkelt uttryckt sätter likhetstecken mellan gällande rätt och det som lagstiftande makt befaller. Bentham menade att rättsregler är befallningar som en suverän utfärdar till sina undersåtar. (En suverän behöver inte nödvändigtvis vara en person utan kan även vara en grupp av människor eller en samhällelig instans, exempelvis ett parlament.)
Tre villkor måste vara uppfyllda för att en regel skall anses vara en rättsregel: 
- Regeln måste ha sitt ursprung från en suverän
- Regeln skall rikta en befallning till suveränens underställda
- Regeln skall upprätthållas med våld

## Problem med befallningsteorin
I en rättsordning är suveränens lagstiftning inte den enda rättskällan. Nya rättsregler skapas bland annat av domstolarna, som skapar domstolspraxis. Även förarbeten till lagändringar betraktas ofta som rättskällor, och i viss mån även juridisk doktrin. Det förekommer dessutom regelverk och lagar som begränsar en lagstiftares makt.